# SIG Sauer SSG 3000
O SIG Sauer SSG 3000 (Scharfschützengewehr 3000, literalmente Fuzil de precisão 3000) é um fuzil de precisão alimentado por ação de ferrolho, para o calibre 7,62×51mm NATO, desenvolvido na Alemanha pela SIG Sauer GmbH e é bem conhecido por sua alta qualidade.

## Especificações
O rifle é fornecido em dois comprimentos de cano, 46 ou 60 cm (18 ou 23,5 polegadas). A ação dos modelos Patrol é importada da Alemanha e acoplada a uma coronha fabricada nos EUA pela SIG Sauer, NH. O SSG 3000 normalmente vendido nos Estados Unidos é conhecido por ter duas opções de coronha. A primeira foi criada pela McMillan USA e é um design robusto em alumínio e fibra de vidro; a segunda é de um material compósito com base de alumínio e com design OEM.
Independentemente do país da montagem final, o SIG 3000 possui o recurso incomum de um sistema de canos de troca rápida. O cano pode ser substituído em menos de 15 minutos removendo a coronha e três parafusos usando uma chave sextavada de 5 mm e reinserindo adequadamente o novo cano e parafusos. Existem vários fornecedores que fabricam canos nos calibres: 6,5mm Creedmoor, .260 Remington (6,5-08 A-Square), 6,5×55mm, .308 Winchester e outros cartuchos baseados no cartucho NATO de 7,62 × 51 mm. padrão.

## Usuários
- Argentina: Utilizado por Grupo Albatros[4]
- Brasil: Utilizado por Batalhão de Operações Especiais (PMDF)[4]
- Chile: Utilizado por Exército do Chile[4]
- China: Utilizado por Polícia Armada do Povo[5]
- Colômbia: Utilizado por Forças Armadas da Colômbia[6]
- Chéquia: Utilizado por Polícia da República Tcheca[4]
- Egito: Utilizado por Unidade 777[4]
- El Salvador: Utilizado por Polícia Civil Nacional de El Salvador.[7]
- Hong Kong: Utilizado por Unidade de Deveres Especias
- Índia: Utilizado por Guarda de Segurança Nacional[4][8]
- México: Utilizado por Forças Especiais Mexicanas[4]
- Letónia: Utilizado por Guarda Nacional da Letônia[9]
- Noruega: Utilizado por Esquadrão de emergência[4]
- El Salvador: Utilizado por Unidade de Finalidade Especial[4][10]
- Coreia do Sul: Utilizado por Fuzileiros Navais da Coreia do Sul[11]
- Tailândia: Utilizado por Exército Real Tailandês[4]
- Turquia: Utilizado por Comando das Forças Especiais[4]